# Hagetmau
Hagetmau település Franciaországban, Landes megyében. Lakosainak száma 4622 fő (2022. január 1.). Hagetmau Lacrabe, Doazit, Horsarrieu, Labastide-Chalosse, Momuy, Monségur, Sainte-Colombe, Saint-Cricq-Chalosse, Samadet, Serres-Gaston és Serreslous-et-Arribans községekkel határos.

## Népesség
A település népességének változása:
| Lakosok száma | 3755 | 4514 | 4449 | 4583 | 4569 | 4616 | 4690 | 4651 | 4631 | 4622 |
|               | 1968 | 1982 | 1990 | 2006 | 2013 | 2015 | 2017 | 2019 | 2020 | 2022 |